# 小裂体属
小裂体属（学名：Bilharziella），是裂体科下的一个属。

## 下属物种
- 波兰小裂体吸虫 Bilharziella polonica (Kowalewski, 1895)